# スーパー山添大作戦
『スーパー山添大作戦』（スーパーやまぞえだいさくせん）は、2023年4月4日（3日深夜）から2024年3月26日（25日深夜）までテレビ朝日の『バラバラ大作戦』（月曜第4部）で放送されていたバラエティ番組。山添寛（相席スタート）の冠番組。

## 概要
山添が「バラバラ大作戦」のPR大使を名乗り、「バラバラ大作戦」の全番組出演を目指す番組。
2024年3月をもって終了した。

## 出演者
- 山添寛（相席スタート）

## 潜入した番組
| 番組名                            | 潜入の模様を放送した回                                                                             | 出典                                 |
| --------------------------------- | -------------------------------------------------------------------------------------------------- | ------------------------------------ |
| 『チョコプランナー』              | 第3話（4月18日（17日深夜）放送）                                                                   | [ 5 ] [ 6 ] [ 7 ] [ 注 1 ]           |
| 『ソレいる?六本木会議』           | 第9話（5月30日（29日深夜）放送） 第10話（6月6日（5日深夜）放送） 第11話（6月13日（12日深夜）放送） | [ 9 ] [ 10 ] [ 11 ] [ 12 ]           |
| 『ザワつく!金曜日』               | 第13話（6月27日（26日深夜）放送） 第14話（7月4日（3日深夜）放送）                                  | [ 13 ] [ 14 ] [ 15 ]                 |
| 『週刊ニュースリーダー』          | 第16話（7月18日（17日深夜）放送）                                                                  | [ 16 ] [ 17 ]                        |
| 『〜なぜここにいるの?〜ごみ物語』 | 第18話（8月1日（7月31日深夜）放送） 第19話（8月8日（7日深夜）放送）                                | [ 18 ] [ 19 ] [ 20 ] [ 21 ] [ 注 2 ] |

## エンディングテーマ
- 2023年4月度エンディングテーマ　FullMooN「Time limit」
- 2023年5月度エンディングテーマ　The Whotens 「月とひなげし」
- 2023年6月度エンディングテーマ　OCEANS「フレンズ」
- 2023年7月度エンディングテーマ　TEARS-ティアーズ-「駆け巡るシーズン」
- 2023年8月度エンディングテーマ　梨炭酸(pear soda)「ゼットリンゲル」
- 2023年9月度エンディングテーマ　Your Prince「はにかみらぶ」
- 2023年10月度エンディングテーマ　ぐるちょく「シャンペンナイト」

## スタッフ
- 構成：大平将貴、仲内力也
- CAM：荒熊祐里
- 音声：新原帆夏
- 編集：米山祐樹（PuniPika）
- MA：横井裕一
- 音効：太田光則
- 編成：岡村地郎、沢登孝介
- 宣伝：石田京子
- 協力：TSP、セッターズ
- 制作協力：begin、トップシーン、PuniPika
- AD：片野周
- AP：宮﨑浩子
- ディレクター：真野健太郎（テレビ朝日）
- 演出：内山凌（PuniPika）
- プロデューサー：名田圭佑（テレビ朝日）、小河さゆり、山地里加
- ゼネラルプロデューサー：新田良太（テレビ朝日）
- ナレーター：寺田伸也（テレビ朝日、以前はゼネラルプロデューサー兼務）
- 制作：テレビ朝日ビジネスソリューション本部コンテンツ編成局第1制作部
- 制作著作：テレビ朝日

### 過去のスタッフ
- 編集：中島拓也（PuniPika）
- 編成：熊谷和也、泉良樹
- AD：石田裕貴
- プロデューサー：高橋佑輔（テレビ朝日）